# Филип Лудвиг I фон Изенбург-Бюдинген
Филип Лудвиг I фон Изенбург-Бюдинген (на немски: Philipp Ludwig I zu Isenburg-Büdingen); * 8 септември 1593; † 22 ноември 1615 в Брауншвайг) от род Изенберг е граф на Изенбург-Бюдинген.
Той е вторият син на граф Волфганг Ернст I фон Изенбург-Бюдинген (1560 – 1633), син на граф Филип II фон Изенбург-Бюдинген в Бирщайн и графиня Ирменгард фон Золмс-Браунфелс и братовчед на Амалия фон Золмс-Браунфелс. Майка му графиня Анна фон Глайхен-Ремда (1565 – 1598), дъщеря на граф Йохан IV фон Глайхен-Ремда и Катарина фон Плесе, е първата съпруга на баща му. Баща му се жени втори път 1603 г. за графиня Елизабет фон Насау-Диленбург (1564 – 1611), вдовица на граф Филип IV фон Насау-Вайлбург, дъщеря на граф Йохан VI фон Насау-Диленбург, трети път 1616 г. за графиня Юлиана фон Сайн-Витгенщайн (1583 – 1627), дъщеря на граф Лудвиг I фон Сайн-Витгенщайн, и четвърти път (морганатичен брак) за Сабина фон Заалфелд († 1635).
Филип Лудвиг I е брат на Волфганг Хайнрих (1588 – 1635), граф на Изенбург-Бюдинген-Бирщайн, Филип Ернст (1595 – 1635), граф на Изенбург и Бюдинген, и на Вилхелм Ото (1597 – 1667), граф на Изенбург-Бюдинген-Бирщайн. Полубрат е на Йохан Ернст (1625 – 1673), граф на Изенбург-Бюдинген-Бюдинген (от третия брак).
Филип Лудвиг I е убит в дуел в Брауншвайг.

## Фамилия
Филип Лудвиг I се жени на 1 юни 1615 г. за графиня Елизабет фон Салм-Даун (* 13 март 1593 в Даун; † 13 януари 1656 в Диленбург), дъщеря на вилд и райнграф Адолф Хайнрих фон Салм-Даун (1557 – 1606) и графиня Юлиана фон Насау-Диленбург (1565 – 1630). Те имат един син:
- Филип Лудвиг II (* 22 февруари 1616; † 16 октомври 1636 в Дижон).